# Приходько, Людмила Ивановна
Приходько Людмила Ивановна (19 июня 1945, Канев, Киевская область — 1 августа 2024) — советская и украинская актриса. Народная артистка Украины (1993). Член правления СТДУ.

## Биография
Окончила Киевский институт театрального искусства (1967, ныне Университет театра, кино и телевидения).
Работала в областных музыкально-драматических театрах в городах Полтава (1967—1970), Ивано-Франковск, Тернополь (1970—1976, ныне академический драматический театр); от 1976 — в Волынском областном музыкально-драматическом театре (г. Луцк).
В Каневской школе-гимназии, которую окончила актриса, учредила именную стипендию Л. Приходько.
Скончалась 1 августа 2024 года в возрасте 79 лет.

## Роли
Сыграла более 150 ролей, в том числе на тернопольской сцене:
- Мавка («Лесная песня» Леси Украинки),
- Анна («Земля» по О. Кобылянской),
- Валя («Иркутская история» А. Арбузова),
- Алёнка («Голубые олени» Алексея Коломийца),
- Юля (водевиль «Вирус любви» Ю. Бобошко и В. Данилевича),
- Маруся («Роман Межгорья» П. Т. Ласточки за И. Ле),
- Женя («Цене любви» Корниенко),
- Дуся («Я всегда улыбаюсь» Я. Сегеля),
- Биби («Чертово племя» Т. Мухтарова) и др.

## Фильмография
| Год  |   | Название               | Роль   |
| ---- | - | ---------------------- | ------ |
| 1966 | ф | Бурьян                 | эпизод |
| 1974 | ф | Прощайте, фараоны!     | Ульяна |
| 1982 | ф | Найди свой дом         | эпизод |
| 1989 | ф | То мужчина, то женщина | эпизод |
| 1991 | ф | Гений                  | эпизод |